# Halkhud HaLeumi - Mafdal
Halkhud HaLeumi - Mafdal (האיחוד הלאומי-מפדל) var en borgerlig valkoalition mellan Nationella Unionen och Mafdal som i de allmänna valen 2006 erövrade nio mandat i Knesset i Israel.
Den 3 november 2008 meddelades att de partier som då ingick i koalitionen gått samman i ett nytt parti. Efter en internetomröstning, med fyra alternativ, beslutades att det nya partiets namn skulle vara Judiskt hem.  